# Sleeping Sun (Four Ballads of the Eclipse)
Sleeping Sun (англ. Спляче Сонце) — п'ятий сингл фінської симфо-павер метал групи Nightwish та останній із альбому Oceanborn. Пісня  написана композитором та лідером групи Туомасом Холопайненом та присвячена сонячному затемненню, яке відбулось в Європі 11 серпня 1999 року. Сингл  перевиданий у 2005 році в форматах CD та DVD.
Перший запис цієї композиції відбувся з травня по червень 1999 року на фінських студіях звукозапису Caverock та Finnvox. Разом із піснями «Walking In The Air», «Angels Fall First» і «Swanheart», Sleeping Sun випущений як MCD Sleeping Sun — Four Ballads Of The Eclipse. Пізніше, в 1999 році композиція додана до нових релізів альбому Oceanborn, який вийшов в 1998 році, а в 2004 році на збірку Tales from the Elvenpath.
Sleeping Sun сертифікований золотим диском у Фінляндії за більш ніж 5000 проданих копій та в Німеччині за 15000 копій. Він досяг першого місця у фінських чартах, і був № 69 в німецькому офіційному сингловому чарті.

## Список композиций
1. Sleeping Sun
2. Walking in the Air
3. Swanheart
4. Angels Fall First

## Відео
У відео, знятому на цю пісню, волосся Тар'ї Турунен здавалося рудим. Відео містить багато характерних пейзажів Фінляндії, наприклад, ліси, пляжі та великі лани з зерном. Відео зняте в Івало та на озері Інарі (Фінляндія) в липні 1999 року. Режисер — Самі Кяйко.

## Учасники запису
- Туомас Холопайнен — композитор, клавішні
- Емппу Вуорінен — гітара
- Юкка Невалайнен — ударні
- Тар'я Турунен — вокал
- Самі Вянскя — бас-гітара